# Мэнсон, Ширли
Ши́рли Энн Мэ́нсон (англ. Shirley Ann Manson; род. 26 августа 1966 года) — шотландская певица и актриса, вокалистка рок-группы Garbage. Ширли Мэнсон известна своим контральто-вокалом.
Ширли начала свою музыкальную карьеру в Эдинбурге в начале 1980-х. Наиболее значимым стало участие в местной группе Goodbye Mr. Mackenzie в качестве бэк-вокалистки и клавишницы, а затем в новом проекте музыкантов группы, Angelfish. Увидев Мэнсон в клипе Angelfish «Suffocate Me» на MTV, музыканты Garbage пригласили её на запись в качестве вокалистки. После того, как Garbage сделали творческий перерыв после четырёх успешных студийных альбомов, сборника лучших хитов и свыше 14 миллионов проданных дисков, Мэнсон приступила к записи ещё не изданного сольного альбома. Ширли Мэнсон также снялась в сериале «Терминатор: Битва за будущее» в роли Кэтрин Уивер. В 2010 году участники Garbage возобновили деятельность и Мэнсон вернулась к группе.
Ширли Мэнсон занимает 60-е место в списке «100 самых сексуальных артистов» по версии музыкального телеканала VH1.

## Биография
Ширли Мэнсон родилась в Эдинбурге, Шотландия в 1966 году, в семье преподавателя генетики Джона и джазовой певицы Мюриел Мэнсон. Ширли назвали в честь её тёти, которая в свою очередь была названа в честь повести Шарлотты Бронте «Ширли». Ширли была средней дочерью, у неё есть старшая сестра Линди-Джейн и младшая Сара. В возрасте 7 лет Ширли научилась играть на фортепиано, а позднее поступила в Музыкальную школу города Эдинбурга (англ. City of Edinburgh Music School), музыкальное подразделение школы Брогтон (англ. Broughton High). Также Ширли входила в «Брауни», скаутскую организацию для девочек.
Учась в Брогтоне, Мэнсон стала активной участницей местного театрального кружка, играя в таких спектаклях, как «Волшебник страны Оз» и «Американская мечта». В школе Ширли подвергалась нападкам за рыжий цвет волос и большие глаза. Одноклассники дали ей жестокие прозвища «Лягушачьи глаза» и «Бладхаунд», из-за чего с 14 лет у неё начались проблемы с успеваемостью, хотя до этого она была отличницей. У Ширли начались депрессии и попытки самоистязания: она носила в стельках своей обуви острые предметы и резала себя, когда чувствовала стресс, депрессию или нервозность.
Ширли Мэнсон страдала от нападений одноклассников, пока не связалась с хулиганской компанией, и как итог, прогуливала занятия почти весь последний год обучения. Также она начала экспериментировать с наркотиками: курить марихуану и нюхать клей, пить, воровать в магазинах и однажды даже залезла в Эдинбургский зоопарк. Ширли успела поработать волонтёром в кафетерии местной больницы, затем официанткой в местном отеле, прежде чем потратить следующие пять лет на работу помощника в магазине Miss Selfridge. В конечном счете, из-за отношения Ширли к покупателям, её перевели на склад. Вопреки мнению Ширли о собственной внешности, на некоторое время её взяли работать моделью для журнала Jackie.

## Музыкальная карьера

### Goodbye Mr. Mackenzie
Мэнсон стала завсегдатаем клубной сцены Эдинбурга, и, вооруженная бесплатными образцами из магазина Miss Selfridge, приобрела популярность в качестве стилиста для нескольких местных групп. Она пела с группой The Wild Indians, и была бэк-вокалисткой в Autumn 1904, но от этих групп не было никакого результата.
В местном театральном кружке с Ширли встретился Мартин Меткалф из Goodbye Mr. Mackenzie с предложением присоединиться к их группе. У Мэнсон почти сразу начались любовные отношения с Меткалфом, но она осталась в группе и после того, как они порвали отношения, и стала заметным членом группы, играя на клавишных, исполняя партии бэк-вокала и занимаясь экономическими делами группы. В 1984 году вышел дебютный альбом Goodbye Mr. Mackenzie Death of a Salesman, ставший первым релизом Ширли Мэнсон, в записи которого она поучаствовала.
MCA Records, дистрибьютор Goodbye Mr. Mackenzie, заинтересовался Мэнсон, и заключил с ней в феврале 1993 года контракт как с сольным исполнителем, чтобы обойти существующий контракт с Goodbye Mr. Mackenzie.

### Angelfish
После распада Goodbye Mr. Mackenzie часть музыкантов сформировали новый коллектив, получивший название Angelfish, в состав которого вошли четыре первоначальных члена Goodbye Mr Mackenzie, включая Ширли, но уже в качестве главной вокалистки. Группа записала дебютный альбом Angelfish c Крисом Францем и Тиной Уэймаут из Talking Heads и сингл «Suffocate Me». После выхода второго сингла «Heartbreak To Hate» в феврале 1994 года, Angelfish отправились в тур по США, Канаде, Бельгии и Франции совместно с Виком Честнатом, попутно играв на разогреве у группы Live в Северной Америке. Пока длился тур, на MTV транслировали видеоклип на песню «Suffocate Me», в рамках передачи «120 минут». Продюсер и музыкант Стив Маркер увидел клип и решил, что Ширли Мэнсон отлично подойдет на место вокалистки в его новой группе, Garbage, в которую уже входили музыканты Бутч Виг и Дюк Эриксон, но не было вокалиста, хотя все участники сходились во мнении, что петь должна девушка.

### Garbage
Бутч Виг связался с Ширли Мэнсон. Когда Мэнсон впервые разговаривала с Вигом по телефону о его предложении стать вокалисткой в группе, она даже не подозревала, кто это. Насторожившись звонком, певица связалась со своим лейблом Radioactive Records и рассказала о предложении Вига. Ей объяснили, что Бутч Виг влиятельный продюсер, и возможность сотрудничества с ним нельзя упускать. Ширли Мэнсон согласилась принять участие в новом проекте, но первое прослушивание прошло отвратительно, и Ширли вернулась к Angelfish. После тура с Live, Angelfish прекратили деятельность, и Ширли Мэнсон сама связалась с менеджером Garbage и попросилась на новое прослушивание. Она приступила к работе над набросками нескольких песен, и музыканты группы пригласили её стать полноправным участником Garbage и закончить альбом вместе. В августе 1994 года Radioactive Records дал разрешение Ширли Мэнсон работать в Garbage.
В августе 1995 года вышел дебютный альбом группы, Garbage, который был продан тиражом свыше 4 миллионов экземпляров, благодаря таким успешным синглам, как «Only Happy When It Rains» и «Stupid Girl». Ширли Мэнсон быстро стала лицом группы во время гастрольного тура, который последовал за выходом альбома в конце 1996 года.

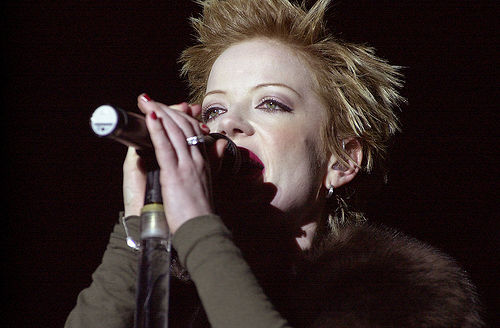
Ширли Мэнсон в 2002 году

Мэнсон стала основным автором песен для второго альбома, Version 2.0, который повторил успех своего предшественника. В течение следующих двух лет Garbage провели тур в поддержку альбома, Ширли работала моделью для Calvin Klein, и группа записала тему для фильма о Джеймсе Бонде И целого мира мало, став третьим шотландским исполнителем, исполняющим тему Джеймса Бонда после Лулу и Шиины Уотсон.
Во время записи третьего альбома в 2000 году, Ширли Мэнсон, одной из первых среди известных артистов, начала вести онлайновый дневник, пока она решила улучшить свою гитарную игру для следующего тура группы. Третий альбом, Beautiful Garbage, содержал наиболее открытые и сердечные тексты Ширли. Альбом продался не так хорошо, как его предшественники, несмотря на то, что Garbage провели успешный мировой тур в поддержку альбома. Во время тура у Мэнсон возникли проблемы с голосом, из-за чего впоследствии ей была сделана серьёзная операция по удалению кисты на голосовых связках.
На Bleed Like Me, четвёртом альбоме Garbage, вышедшем в 2005 году, тексты Мэнсон стали более политически направленными, а сам альбом, после удивительного успеха главного сингла «Why Do You Love Me», получил наиболее высокие позиции в чартах. Garbage сделали обширный перерыв в октябре 2005 года.
Перерыв Garbage завершился в 2007 году выступлением на благотворительном концерте в Глендейл, организованном Бутчем Вигом, чтобы помочь оплатить лечение рака горла музыканту Уолли Ингрэму. В феврале Garbage собрались в домашней студии Бутча Вига GrungeIsDead, где группа записала несколько новых треков, среди которых «Tell Me Where It Hurts», стилизованный под поп-музыку 1970-х годов, был выпущен в качестве сингла. Также в июле 2007 группа выпускает сборник лучших песен Absolute Garbage. Виг сказал, что в 2008 году группа может воссоединиться для записи пятого студийного альбома, однако этого не произошло, и участники группы занялись сторонними проектами.
Осенью 2010 года Garbage вернулись в студию и начали работу над новым материалом. Группа также объявила об основании собственного независимого лейбла. 14 мая 2012 года на собственном лейбле группы Stunvolume Records состоялся релиз пятого студийного альбома группы Not Your Kind of People, за которым последовало мировое турне.

### Сольная карьера

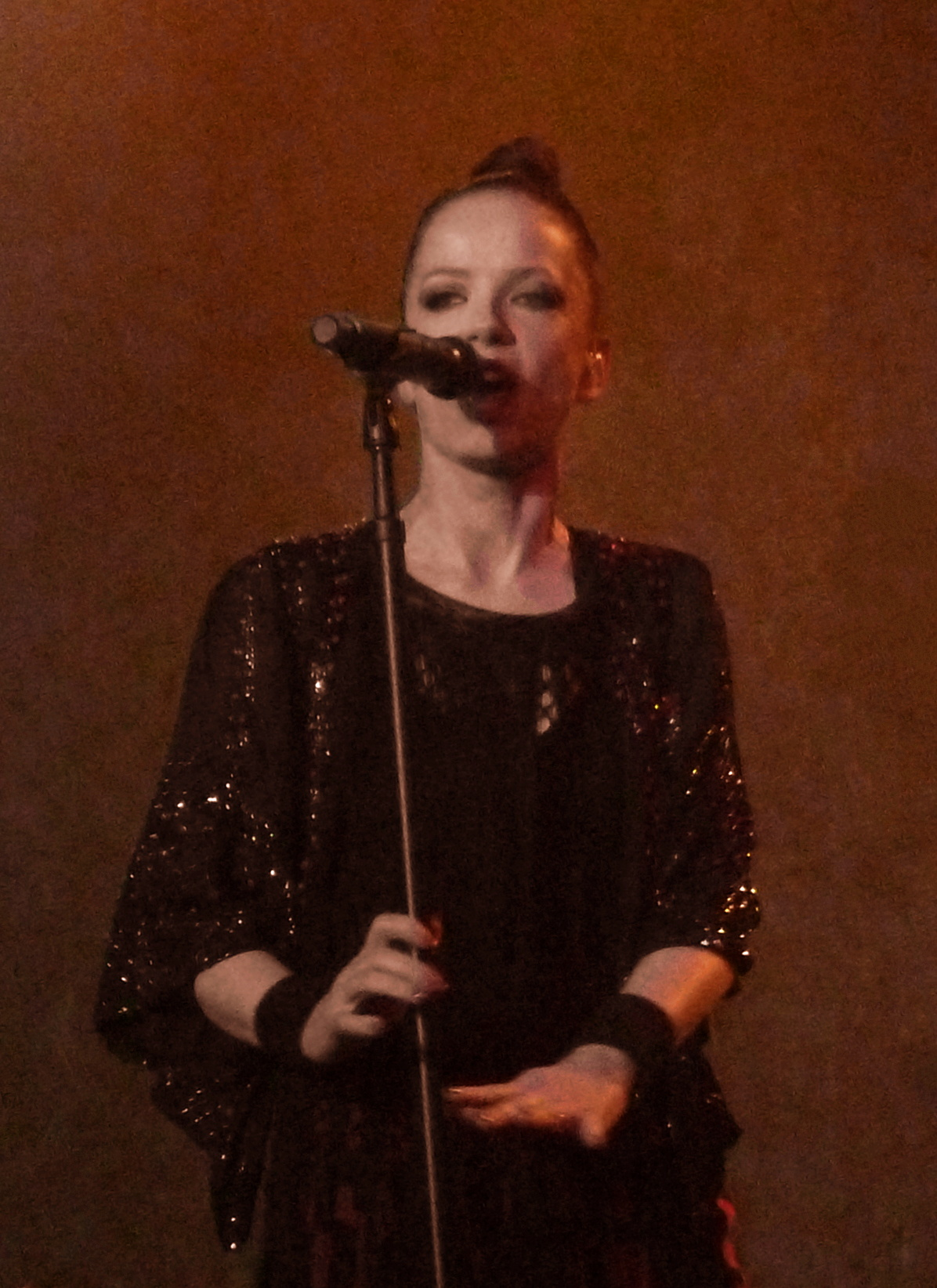
Ширли Мэнсон во время концерта в Амстердаме, 2012 год

В марте 2006 года Ширли Мэнсон сообщила, что она начала работу над сольным альбомом. В записи материала Ширли помогали музыканты Пол Бьюкэнан, Джека Уайта, Билли Коргана и Бека, Грега Кёрстин и Дэвид Арнольд. Бутч Виг также принимал участие в записи альбома.
Ширли Мэнсон представила записанные композиции лейблу Geffen Records, но лейбл посчитал записанные композиции Мэнсон «слишком нуарными» и контракт был расторгнут. Ширли Мэнсон прокомментировала это так:

Я записала несколько треков для лейбла. На самом деле им было плевать на то, в каком направлении я развиваюсь, и это действительно удручает. Они хотели, чтобы я писала им только попсовые хиты, чтобы делать деньги.Оригинальный текст (англ.)«I had taken some of my solo music into the record label. They didn't really care for the direction I was moving in and I found it really disheartening. They wanted a pop hit, which I understand in terms of making money».

Ширли продолжала работать над своими треками. Позже она связалась с компанией Дэвида Бирна и Рея Дэвиса в надежде на возможное сотрудничество, однако запрос Мэнсон был отклонён. Весной 2009 года Ширли Мэнсон выложила в Facebook свои сольные композиции, «In the Snow», «Pretty Horses» и «Lighten Up». Спустя некоторое время певица заявила о возможном уходе из музыкальной индустрии. Ширли Мэнсон сказала, что думала об этом ещё в 2008 году, когда умерла её мать. «Я больше не испытываю никакой радости от участия в музыкальном бизнесе, похоже, что мой энтузиазм иссяк». — говорила Мэнсон. Однако, через некоторое время, певица изменила своё мнение и всё-таки вернулась к музыке. В январе 2012 года Ширли Мэнсон заявила о том, что релиз её сольного альбома окончательно отменён.
Ширли Мэнсон сотрудничала со многими артистами. Она помогала в работе над сольным альбомом Эрику Эвери, Крису Коннелли. Спела дуэтом с Дебби Харри, Мэнсон также выступала совместно с The Pretenders, Игги Попом, Incubus, Гвен Стефани. Кроме того, Ширли снялась и сыграла «госпожу» в клипе «These Things» группы She Wants Revenge. В 2011 году Мэнсон принимала участие в записи песни Сержа Танкяна «The Hunger».

## Личная жизнь
В детстве Ширли Мэнсон интересовалась религией. Позже она вспоминала: «Когда я была очень маленькой, я была абсолютно одурманена церковью…». Отец Ширли некоторое время был учителем воскресной школы. Приблизительно в возрасте 12 лет у Ширли Мэнсон возник конфликт с отцом по поводу религии. Она прекратила посещать церковь, однако всё равно продолжала вести спор со своим отцом. По словам Мэнсон, она была разочарована церковью, хотя и продолжала проявлять интерес к религии. Позже Ширли Мэнсон на своей странице в Facebook написала, что она во многом поддерживает науку, но и не исключает существование Бога.
7 сентября 1996 года Ширли вышла замуж за скульптора Эдди Фаррелла, с которым впоследствии развелась в 2003 году. 28 мая 2010 года Мэнсон сообщила, что снова вступила в брак. Её новым избранником стал звукорежиссёр Билли Буш.
В данный момент певица проживает в Лос-Анджелесе.

## Музыкальные влияния
В детстве Ширли Мэнсон слушала джаз. Ей нравилась музыка Нины Симон, Шер, Пегги Ли и Эллы Фицджеральд. Будучи подростком Ширли слушала Siouxsie and the Banshees, а альбомы The Scream и Kaleidoscope она считает наиболее любимыми у этой группы. По словам Мэнсон именно благодаря Siouxsie and the Banshees, она стала стремиться к музыке. Также Ширли Мэнсон утверждает о значительном влиянии Дебби Харри из Blondie, Патти Смит, Сьюзи Сью и Крисси Хайнд из The Pretenders. Среди мужских исполнителей Ширли особенно выделяет Дэвида Боуи, Иэна Брауна, Ника Кейва, Фрэнка Синатру и группы The Clash и The Velvet Underground.
Ширли Мэнсон обладает необычным певческим голосом диапазона контральто. Мэнсон и сама оказала влияние на некоторых исполнителей, таких как Гвен Стефани, Кортни Лав, Лана Дель Рей, Тейлор Момсен, Карен О, Кэти Перри и многих других.

## Актёрская деятельность
В мае 2008 года Ширли Мэнсон снялась в сериале Терминатор: Битва за будущее, в роли Кэтрин Уивер, управляющей передовой технологической корпорацией «Зейра». В 2009 году Мэнсон стала персонажем видеоигры Guitar Hero 5.
| Год       | Название                     | Роль              | Примечания                                                           |
| --------- | ---------------------------- | ----------------- | -------------------------------------------------------------------- |
| 1986      | Пляжная вечеринка монстров   | Дебби Дэнко       | Незаконченый проект                                                  |
| 2008-2009 | Терминатор: Битва за будущее | T-1001            | 17 эпизодов в роли робота-терминатора в облике Кэтрин Уивер.         |
| 2008-2009 | Терминатор: Битва за будущее | Кэтрин Уивер      | Эпизод «Башня высока, но падение короткое», в роли настоящей Кэтрин. |
| 2009      | Guitar Hero 5                | В роли самой себя | Играбельный персонаж.                                                |
| 2012      | Выборы                       | Николь            | .                                                                    |

## Благотворительность

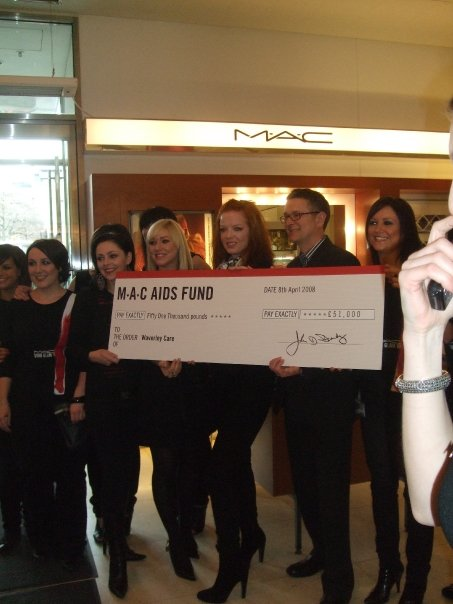
Ширли Мэнсон вручает чек на £51,000 от имени фонда M•A•C AIDS, 2008 год

В 2002 году, Ширли Мэнсон стала представителем фонда M•A•C AIDS, возглавив двухгодичную кампанию вместе с Элтоном Джоном и Мэри Джей Блайдж, начав с запуска в продажу губной помады VIVAMAC IV, все доходы от которой пошли на лечение для больных СПИДом. Мэнсон посетила несколько благотворительных учреждений в Амстердаме, Эдинбурге, Торонто, Нью-Йорке, Сан-Франциско и Мадисоне, чтобы сделать несколько пожертвований более, чем на 300,000$ от имени M•A•C AIDS. Также в 2008 году Ширли Мэнсон от имени M•A•C AIDS пожертовала £51,000.
В октябре 2008 неизданная композиция Garbage «Witness to Your Love» была представлена на специальном сборнике Give. Listen. Help. Volume 5, все доходы от продажи которого пошли на лечение детей, страдающих онкологическими заболеваниями.
В 2010 году Ширли Мэнсон украсила собственными руками две футболки, которые были проданы на благотворительном аукционе за 1522.00$. Эти деньги были направлены жертвам землетрясения на Гаити.

## Дискография

### Студийные альбомы
Goodbye Mr. Mackenzie (бэк-вокал и клавишные)
- Good Deeds and Dirty Rags (1988)
- Fish Heads and Tails (1989)
- Hammer and Tongs (1991)
- Goodbye Mr. Mackenzie (1992) (релиз в США)
- Five (1993)

Angelfish (вокал и гитара)
- Angelfish (1994)

Garbage (автор песен, вокал, гитара и клавишные)
- Garbage (1995)
- Version 2.0 (1998)
- Beautiful Garbage (2001)
- Bleed Like Me (2005)
- Absolute Garbage (2007)
- Not Your Kind of People (2012)
- Strange Little Birds (2016)

### Прочее
| Год  | Песня                                | Исполнитель                | Примечания              | Альбом                                                                           |
| ---- | ------------------------------------ | -------------------------- | ----------------------- | -------------------------------------------------------------------------------- |
| 1998 | Korean Bodega (Aero Mexicana mix)»   | Fun Lovin’ Criminals       | Приглашённая вокалистка | A’s, B’s and Rarities (2004)                                                     |
| 2004 | «You Got a Killer Scene There, Man…» | Queens of the Stone Age    | Вокал                   | Lullabies to Paralyze (2005)                                                     |
| 2006 | «Maybe»                              | Эрик Эвери                 | Вокал, лирика           | Help Wanted (2008)                                                               |
| 2007 | «The Trouble I’m In»                 | Гэвин Россдэйл             | Вокал                   | Wanderlust (2008)                                                                |
| 2007 | «Forgiveness and Exile, Pt.3»        | Крис Коннели               | Оратор                  | Forgiveness and Exile (2008)                                                     |
| 2008 | «Samson and Delilah»                 | Бэр МакКрири               | Вокал                   | Терминатор: Битва за будущее (саундтрек) (2008)                                  |
| 2010 | «Maneater»                           | The Bird and the Bee       | Бэк-вокал               | Interpreting the Masters Volume 1: A Tribute to Daryl Hall and John Oates (2010) |
| 2011 | «The Hunger»                         | Ширли Мэнсон и Серж Танкян | Вокал                   | Prometheus Bound OST (2011)                                                      |

В январе 2004 года Ширли Мэнсон совместно с Мэрилин Мэнсоном записала кавер-версию песни The Human League «Don't You Want Me», но она осталась неизданной. Также в 2006 году, Мэнсон, совместно с Эриком Эвери, планировала записать кавер-версию на одну из композиций Джона Леннона для благотворительного сборника Instant Karma: The Amnesty International Campaign to Save Darfur, но так как Ширли и Эрик были задействованы в других проектах, запись песни была отменена.

## Дополнительные факты
- Ширли является ярой болельщицей клуба НБА Сан-Антонио Спёрс, в особенности игрока Тима Данкана[14].